# 米蘭家具展
米蘭國際家具展（義大利語：Salone Internazionale del Mobile di Milano，通常简称为Salone del Mobile）是每年在米兰举办的家具展览会，全球规模最大的同类贸易展览会。展会集中展示全球各国最新的家具与设计产品，被公认为设计师发布家具、灯具及其他家居用品新品的顶级平台。该展会又称"米蘭沙龍"或"米兰设计周"，每年四月在米兰都会区罗镇的菲拉米兰展馆举办。除主展外，每逢奇数年同期举办欧洲灯光国际照明展（Euroluce），偶数年则与欧洲厨房展（EuroCucina）及国际卫浴展联袂举行。

## 历史

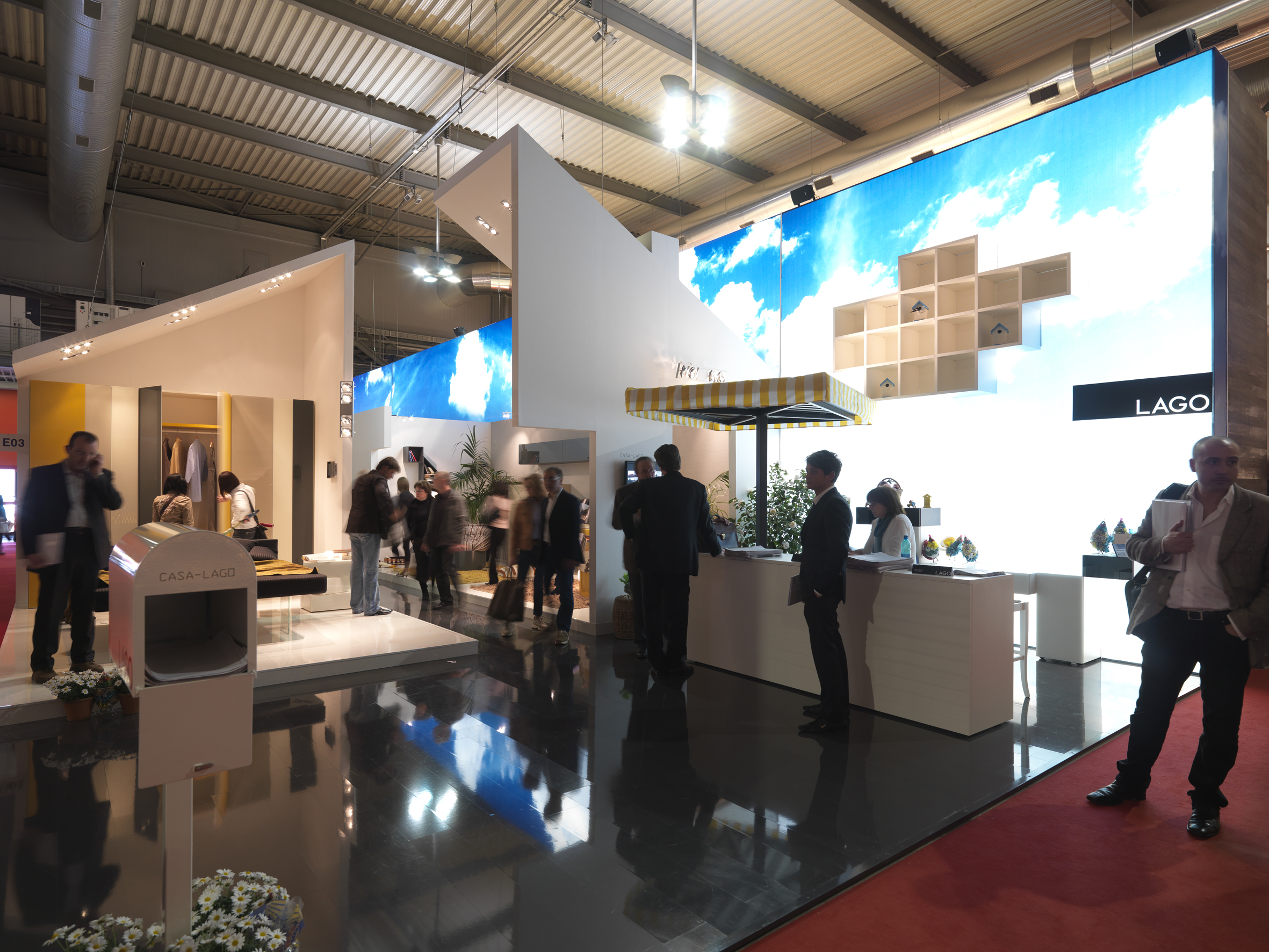
2008年参展商展位

米兰国际家具展始于1961年，最初聚焦意大利本土家具。创始赞助商为意大利木业和家具工业联合会（Federelegno-Arredo）成员企业。经过多年发展，这个贸易展已成为全球13,000家家具产业公司集中展示产品的盛会。
现今展会占地近23万平方米，汇聚2,500家参展商，其中700位新锐设计师参与1998年由玛尔瓦·格里芬应Cosmit董事总经理曼利奥·阿梅利尼倡议创立的SaloneSatellite卫星展。这个平行展览聚焦35岁以下年轻设计师，通过与高校合作实现"研究、设计与产业的联动创新"。
展会年均吸引27万观众，参与者来自150余国。现由国际工业设计协会理事会（ICSID）及意大利工业设计协会（ADI）成员单位Cosmit股份公司运营。每年四月，全球室内设计界齐聚米兰设计周（即米兰国际家具展），相关资讯可通过designerzcentral等设计平台在线获取。
2011年展会迎来2,720家参展商（2010年为2,499家）。照明技术亮点包括Flos品牌2,620颗LED组成的动态光效枝形吊灯。荷兰百年品牌Arco的焦点展品是以色列设计师沙伊·阿尔卡莱的木质家具。在学生展区，荷兰埃因霍温设计学院拔得头筹，以色列贝扎雷艺术与设计学院紧随其后。展会还呈现了早期可持续设计案例，为几年后英国发起的可持续设计革命埋下伏笔。
2018年第57届展会6天接待434,509位访客（来自188国），较2016、2017年分别增长17%和26%。
2020年展会因COVID-19疫情先延期至6月，最终取消。
第60届展会因疫情推迟至2022年6月7-12日举办。当年20个展馆汇聚2,173家参展商（较2019年减少10%，其中27%为欧美国家展商），吸引173国262,608位观众（较2019年下降32%）。
第61届展会于2023年4月18-23日举行。
2024年展会于4月16-21日举办，创下观展人数新纪录，非专业观众显著增加。场外Fuorisalone活动达1,100余场，包括在建筑师奥斯瓦尔多·博尔萨尼故居等历史建筑举办的Alcova展览。古驰、爱马仕、罗意威、圣罗兰等奢侈品牌均参与设计展。